# Ardnas – Nordfjällens konung
Ardnas – Nordfjällens konung är en svensk dokumentärfilm från 1932 med regi, manus och foto av Stig Wesslén. Filmen visar en fotografisk expedition till Norrland.

### Fotnoter
1. ↑  ”Ardnas – Nordfjällens konung”. Svensk Filmdatabas. http://sfi.se/sv/svensk-filmdatabas/Item/?itemid=3723&type=MOVIE&iv=Basic&ref=/templates/SwedishFilmSearchResult.aspx?id%3d1225%26epslanguage%3dsv%26searchword%3dardnas%26type%3dMovieTitle%26match%3dBegin%26page%3d1%26prom%3dFalse. Läst 20 april 2013.